# Anna Fiodorovna Konkina

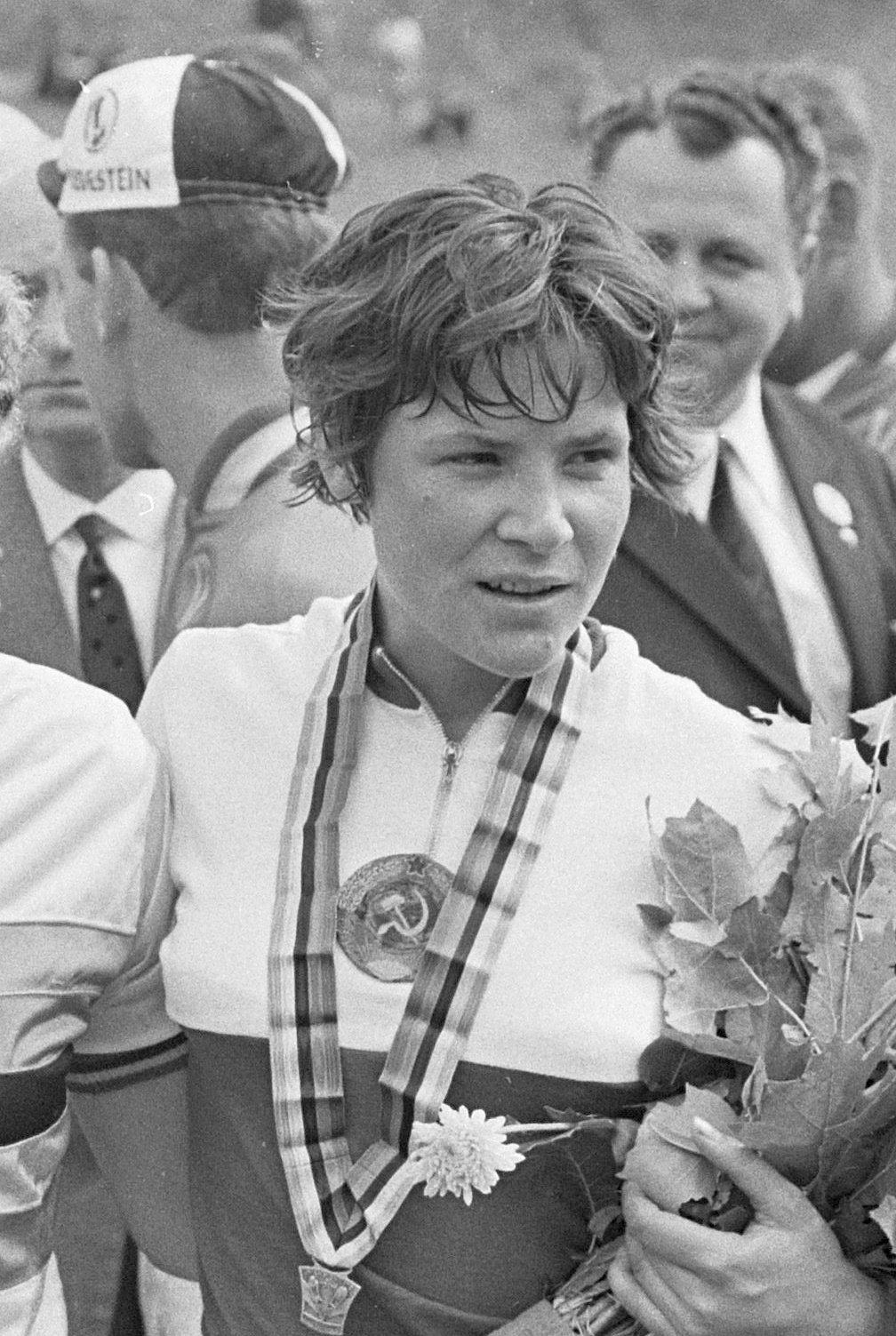
Anna Fiodorovna Konkina (1967)

Anna Fiodorovna Konkina  (rus. Анна Фёдоровна Конкина; n. 14 iulie 1947  în Kirillovka lângă Tomilino, regiunea Moscova) este o fostă campioană sovietică la ciclism. Konkina a fost de două campioană mondială la ciclism rutier, și anume în 1970 în Leicester și în 1971 în Mendrisio. În anii 1967 și 1972 ocupă locul trei la campionatele mondiale de ciclism.